# Подписка
Подписката е мярка за неотклонение, налагана от съдебен орган, при която обвиняемият поема задължение да не напуска местоживеенето си без разрешение на съответния орган.
Тя е мярка за процесуална принуда. За наказателния процес са изчерпателно изброени тези мерки в Наказателно-процесуалния кодекс (НПК) и никаква друга форма на принуда не може да бъде упражнявана спрямо гражданите, намиращи се на територията на Република България, независимо от тяхната националност. По своята същност тези мерки имат за цел да обезпечат нормалното протичане на досъдебната и съдебната фаза на наказателното производство, като чрез тях се ограничават определени права на някои участници в процеса. По-голямата част от мерките за процесуална принуда се прилагат по отношение на обвиняемия или подсъдимия, а някои от тях се прилагат по отношение на свидетелите (например принудително довеждане).